# Pofalići I
Mjesna zajednica Pofalići I. relativno je novije sarajevsko naselje. Do pedesetih godina prošloga stoljeća Pofalići su bili popularno izletište, ponajviše poradi brda Hum, na čijim je južnim obroncima i smješteno. Graniči s mjesnim zajednicama Velešići, Pofalići II., Dolac, Željeznička. Dan Mjesne zajednice je 16. svibnja, u spomen na Pofalićku bitku, vođenu svibnja 1992. godine.

## Povijest
Prvi apostolski vikar u Bosni biskup fra Mate Delivić u svome izvješću iz 1737. godine naveo je mjesto Pofalić (Pofalich) u župi Sarajevo, s 4 katoličke kuće i 35 katolika.
U Pofalićima je prije rata živio velik broj Hrvata. Organizirali su se u obrani Sarajeva od velikosrpske agresije. Djelovala je pofalićka satnija HVO samostalno sve do uvezivanja svih satnija HVO-a na razni grada u jednu postrojbu, što se jedno vrijeme zvalo sarajevski HVO. Pofalićka satnija je djelovala u gotovo svim zonama odgovornosti HVO-a od općine Stari grad pa sve do naselja Stupa i Dobrinje.
U obrani BiH vodila se velika bitka 16. svibnja 1992. godine kod Pofalića.

## Uprava

### Vijeće Mjesne zajednice
1. Himzo Radonja (predsjednik)
2. Eldina Komar (zamjenik)
3. Safet Dizdar (član)
4. Jasmin Karić
5. Radomir Zoranović
6. Marijan Vasilj
7. Emir Panjeta

### Nadzorni odbor
1. Izudin Panjeta (predsjednik)
2. Fehim Zulčić (član)
3. Elvedin Korora (član)

## Nacionalna struktura stanovništva (2007.)
- Bošnjaci 86,39 %
- Hrvati 7,5 %
- Srbi 5,22 %